# Монсон (муніципалітет)
Монсон (ісп. Monzón) — муніципалітет в Іспанії, у складі автономної спільноти Арагон, у провінції Уеска. Населення — 17 042 особи (2009).
Муніципалітет розташований на відстані близько 360 км на північний схід від Мадрида, 55 км на південний схід від Уески.
На території муніципалітету розташовані такі населені пункти: (дані про населення за 2009 рік)
- Кончель: 165 осіб
- Ла-Естасьйон-де-Сельгуа: 3 особи
- Монсон: 16788 осіб
- Побладо-Монсанто: 4 особи
- Сельгуа: 155 осіб

## Демографія
Динаміка населення (INE ):

## Галерея зображень

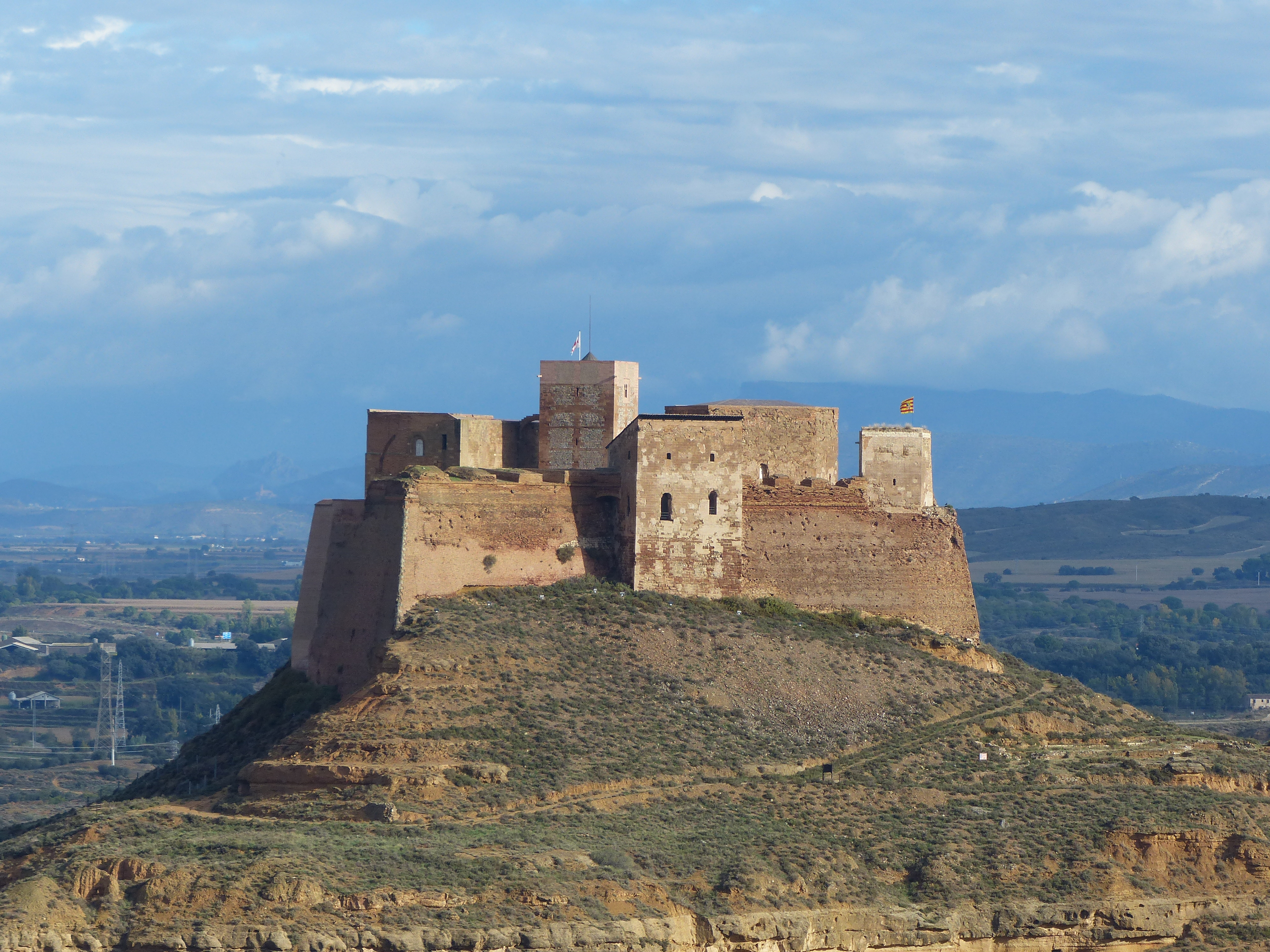
Замок Монсон
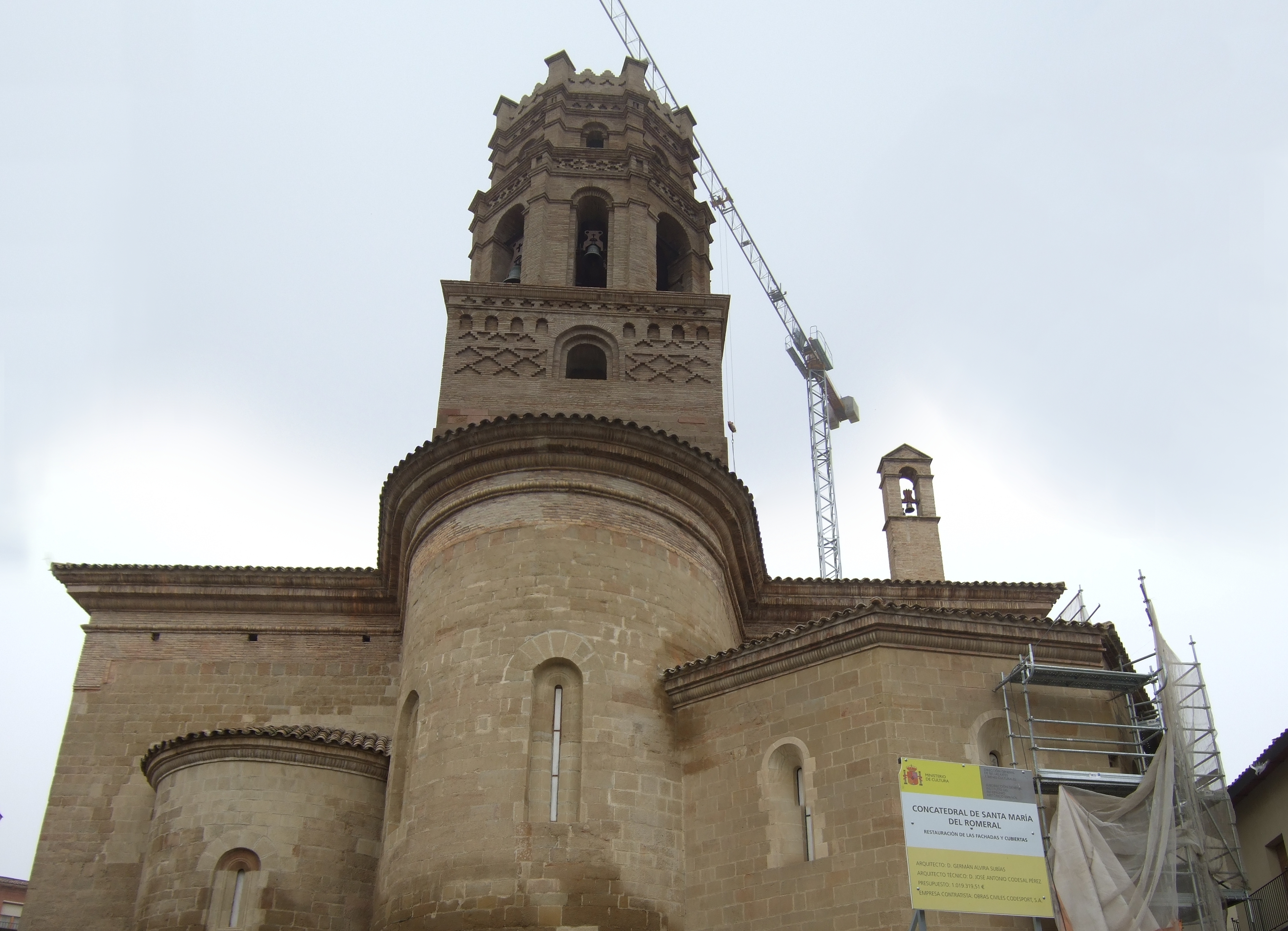
Монсон
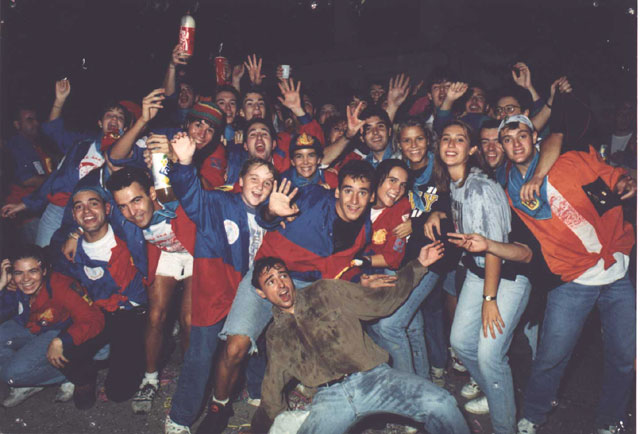
Монсон